# Gates of Ishtar
Gates of Ishtar — шведская мелодик-дэт-метал-группа из Лулео, основанная в 1994 году.

## История
Gates of Ishtar была образована в 1994 году бывшими участниками группы Disrupt. Демо под названием Seasons of Frost привлекло внимание финского лейбла Spinefarm Records, на котором в 1996 году вышел их дебютный альбом A Blood Red Path. Второй альбом, The Dawn of Flames, группа выпустила в 1997 году на лейбле Invasion Records. В 1998 году он был переиздан американским лейблом Metal Blade Records. В том же 1998 году вышел альбом At Dusk and Forever, после которого группа распалась.
В 2015 году группа вновь собралась.
3 марта 2016 года в возрасте 39 лет умер бывший барабанщик группы Оскар Карлссон.
15 ноября 2022 года группа анонсировала, что они вновь соберутся для концерта в Умео в 2023 году. 28 ноября того же года стало известно, что бывший басист группы Даньель Рёр, сыгравший на альбоме The Dawn of Flames, скончался от рака.

## Дискография
- Seasons of Frost (демо) (1995)
- A Bloodred Path (1996)
- The Dawn of Flames (1997)[5][6]
- At Dusk and Forever (1998)

## Состав
Текущий состав
- Микаэль Сандорф (швед. Mikael Sandorf) — вокал (1992—1998, 2015—2016, 2022 — н. в.), гитара, бас-гитара (1997—1998)
- Андреас Юханссон (швед. Andreas Johansson) — гитара (1994—1997, 2015—2016, 2022 — н. в.), ударные (1992—1994)
- Томас Ютенфельдт (швед. Tomas Jutenfäldt) — гитара (1994—1997, 2015—2016, 2022 — н. в.)
- Никлас Свенссон (швед. Niklas Svensson) — бас-гитара (1994—1996, 2015—2016, 2022 — н. в.)
- Фредрик Андерссон (швед. Fredrik Andersson) — ударные (2022 — н. в.)

Бывшие участники
- Оскар Карлссон (швед. Oskar Karlsson) — ударные (1994—1996, 1997—1998, 2015—2016; умер в 2016)
- Урбан Карлссон (швед. Urban Carlsson) — гитара (1997—1998)
- Харальд Аберг (швед. Harald Aberg) — бас-гитара (1992—1994)
- Стефан Нильссон (швед. Stefan Nilsson) — гитара (1992—1994)
- Даньель Рёр (швед. Danjel Röhr) — бас-гитара (1996—1997; умер в 2022)
- Хенрик Оберг (швед. Henrik Åberg) — ударные (1996—1997)